# Lacordairia
Lacordairia es un  género de coleópteros adéfagos de la familia Carabidae.

## Especies
Comprende las siguientes especies:
- Lacordairia anchomenoides Castelnau, 1867
- Lacordairia angustata Castelnau, 1867
- Lacordairia argutoroides Castelnau, 1867
- Lacordairia calathoides Castelnau, 1867
- Lacordairia cychroides Castelnau, 1867
- Lacordairia erichsoni Castelnau, 1867
- Lacordairia fugax (Olliff, 1889)
- Lacordairia insulicola Moore, 1985
- Lacordairia proxima Castelnau, 1867
- Lacordairia terrena Olliff, 1885